# Niepełnosprawność

Piktogramy symbolizujące niepełnosprawność. Odnoszą się do poruszania się na wózku inwalidzkim, niepełnosprawności intelektualnej, posługiwania się językiem migowym i poruszania przy pomocy białej laski

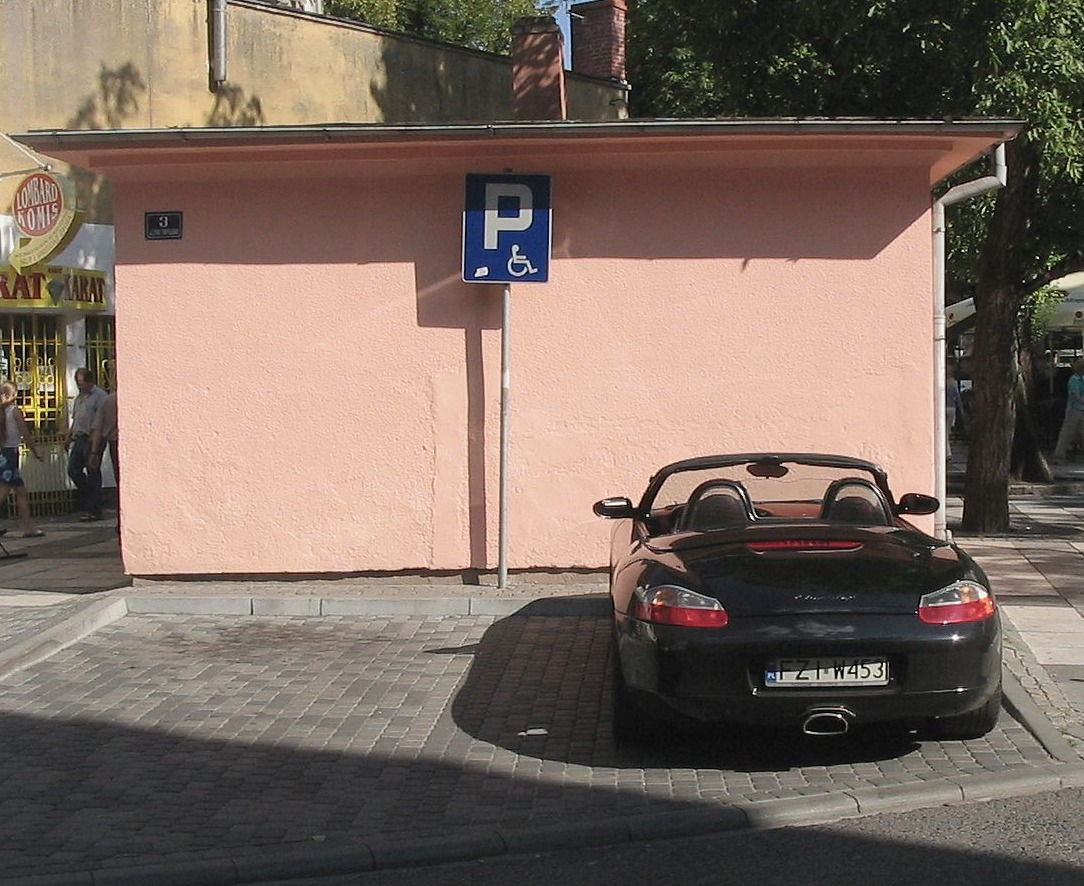
Parking dla osób z niepełnosprawnością

Niepełnosprawność (ang. disability) – stan, który znacząco utrudnia osobie wykonywanie określonych aktywności lub wchodzenie w interakcje z otaczającym ją światem. Niepełnosprawności mogą mieć charakter poznawczy, ogólnorozwojowy, intelektualny, psychiczny, fizyczny, sensoryczny lub mogą być wynikiem interakcji wielu czynników. Niepełnosprawność może występować od urodzenia lub być nabyta w ciągu całego życia danej osoby. Historycznie niepełnosprawność była rozpoznawana tylko na bazie wąskiego zestawu kryteriów — obecnie jednak niepełnosprawność jest rozpatrywana wieloaspektowo. Niepełnosprawność może być łatwo rozpoznawalna lub niewidoczna.
Organizacja Narodów Zjednoczonych w Konwencji o prawach osób niepełnosprawnych definiuje niepełnosprawność jako:
„długotrwałe upośledzenie fizyczne, psychiczne, intelektualne lub sensoryczne, które w interakcji z różnymi barierami może utrudniać [danej osobie] pełny i skuteczny udział w życiu społecznym na równych zasadach z innymi osobami”.
Niepełnosprawność była różnie rozpatrywana na przestrzeni dziejów, poprzez szereg różnych perspektyw teoretycznych. Istnieją dwa główne modele, starające się wyjaśnić zjawisko niepełnosprawności w obecnym świecie: model medyczny i model społeczny. Model medyczny służy jako ramy teoretyczne, które rozpatrują niepełnosprawność jako niepożądane schorzenie, które wymaga specjalistycznego leczenia. Ci, którzy stosują model medyczny, koncentrują się na znalezieniu pierwotnych przyczyn niepełnosprawności, a także na wszelkich metodach leczenia — takich jak technologie asystujące. Model społeczny przedstawia niepełnosprawność jako stworzone przez społeczeństwo ograniczenie nałożone na osoby, które nie mają takich samych zdolności jak większość populacji. Chociaż model medyczny i model społeczny stanowią najczęstsze ramy dla niepełnosprawności, istnieje wiele innych teoretycznych modeli niepełnosprawności.

## Definicje

### W klasyfikacji międzynarodowej
Światowa Organizacja Zdrowia definiuje niepełnosprawność jako „wielowymiarowe zjawisko wynikające ze wzajemnych oddziaływań między ludźmi a ich fizycznym i społecznym otoczeniem, efekt barier napotykanych w otoczeniu fizycznym i społecznym”.
Przyjęta w 2001 roku Międzynarodowa klasyfikacja funkcjonowania, niepełnosprawności i zdrowia (ICF) stwierdza, że „niepełnosprawność jest szerokim pojęciem obejmującym upośledzenie, ograniczenie aktywności i restrykcje uczestniczenia. Określa ono negatywne aspekty interakcji pomiędzy jednostką (z określonym stanem chorobowym) a czynnikami wypływającymi z kontekstu, w którym znajduje się jednostka (czynniki środowiskowe i osobowe)”. Klasyfikacja ta wprowadza podział na funkcje ciała (fizjologiczne lub psychologiczne, takie jak zdolność widzenia) i struktury ciała (części anatomiczne, takie jak oko i powiązane struktury). Upośledzenie struktury lub funkcji ciała jest zdefiniowane jako obejmujące nieprawidłowości, wady, ubytki lub inne znaczące odchylenia od pewnych ogólnie przyjętych przez daną populację  norm, dotyczących biomedycznego stanu ciała ludzkiego i jego funkcji. Aktywność jest rozumiana jako wykonywanie zadań lub podejmowanie działań, a uczestniczenie jako angażowanie się w określone sytuacje życiowe. Klasyfikacja wymienia dziewięć obszarów funkcjonowania, które mogą zostać zaburzone:
- uczenie się i zdobywanie wiedzy
- ogólne zadania i obowiązki
- porozumiewanie się
- poruszanie się, dbanie o siebie, życie domowe (w tym tzw. czynności życia codziennego(inne języki))
- wzajemne kontakty i związki międzyludzkie
- życie społeczności lokalnej, działalność społeczna i obywatelska
- pozostałe główne obszary życia[9]

ICF opiera się na połączeniu medycznego i społecznego modelu niepełnosprawności.

### Według Międzynarodowej Organizacji Pracy
Stosownie do art. 1 ust. 1 Konwencji nr 159  Międzynarodowej Organizacji Pracy z 1983 r. dotyczącej rehabilitacji zawodowej i zatrudnienia osób niepełnosprawnych, „osoba niepełnosprawna” oznacza osobę, której możliwości uzyskania i utrzymania odpowiedniego zatrudnienia oraz awansu zawodowego są znacznie ograniczone w wyniku ubytku zdolności fizycznych lub umysłowych.

### Definicje prawne
W zakresie prawnym przez wiele lat funkcjonowało pojęcie inwalidztwa, głównie na podstawie przepisów Ustawy z dnia 29 maja 1974 r. o zaopatrzeniu inwalidów wojennych i wojskowych oraz ich rodzin.
Szczegółową definicję zawiera art. 2 pkt 1 Ustawy z dnia 27 sierpnia 1997 r. o rehabilitacji zawodowej i społecznej oraz zatrudnianiu osób niepełnosprawnych niepełnosprawność – oznacza to trwałą lub okresową niezdolność do wypełniania ról społecznych z powodu stałego lub długotrwałego naruszenia sprawności organizmu, w szczególności powodującą niezdolność do pracy. Wskazywana jest jedna z trzech stopni niepełnosprawności (znacznego, umiarkowanego, lekkiego) oraz o niezdolności do pracy. Osoby niepełnosprawne dzieli się według różnych kryteriów: rodzaju niepełnosprawności, okresu życia, w którym ona wystąpiła, oraz stopnia niepełnosprawności, a także zdolności do samodzielnej egzystencji.
Zgodnie z art. 4 tej ustawy: 
- Do znacznego stopnia niepełnosprawności zalicza się osobę z naruszoną sprawnością organizmu, niezdolną do pracy albo zdolną do pracy jedynie w warunkach pracy chronionej i wymagającą, w celu pełnienia ról społecznych, stałej lub długotrwałej opieki i pomocy innych osób w związku z niezdolnością do samodzielnej egzystencji.
- Do umiarkowanego stopnia niepełnosprawności zalicza się osobę z naruszoną sprawnością organizmu, niezdolną do pracy albo zdolną do pracy jedynie w warunkach pracy chronionej lub wymagającą czasowej albo częściowej pomocy innych osób w celu pełnienia ról społecznych.
- Do lekkiego stopnia niepełnosprawności zalicza się osobę o naruszonej sprawności organizmu, powodującej w sposób istotny obniżenie zdolności do wykonywania pracy, w porównaniu do zdolności, jaką wykazuje osoba o podobnych kwalifikacjach zawodowych z pełną sprawnością psychiczną i fizyczną, lub mającą ograniczenia w pełnieniu ról społecznych dające się kompensować przy pomocy wyposażenia w przedmioty ortopedyczne, środki pomocnicze lub środki techniczne.
- Niezdolność do samodzielnej egzystencji oznacza naruszenie sprawności organizmu w stopniu uniemożliwiającym zaspokajanie bez pomocy innych osób podstawowych potrzeb życiowych, za które uważa się przede wszystkim samoobsługę, poruszanie się i komunikację.

## Teorie i modele niepełnosprawności

### Model medyczny
W modelu medycznym niepełnosprawność to długotrwały stan występowania pewnych ograniczeń w prawidłowym funkcjonowaniu organizmu człowieka. Ograniczenia te spowodowane są na skutek obniżenia sprawności funkcji fizycznych, psychicznych bądź umysłowych. Jest to także uszkodzenie, czyli utrata lub wada psychiczna, fizjologiczna, anatomiczna struktury organizmu. Utrata ta może być całkowita, częściowa, trwała lub okresowa, wrodzona lub nabyta, ustabilizowana lub progresywna.

### Model społeczny
Niemożność pełnego funkcjonowania w społeczeństwie na skutek barier występujących po stronie otoczenia (społecznego, kulturowego, prawnego, politycznego), w tym barier architektonicznych, etc.

### Modele funkcjonalne
Niepełnosprawność jest tu definiowana przez funkcję (mówienie, chodzenie, myślenie, pamięć, itp.). Ponadto niepełnosprawność w tym ujęciu nie jest statyczna, lecz dynamiczna i następuje w odrębnych etapach, które mogą następować po sobie lub występować jednocześnie.

## Rodzaje niepełnosprawności
1. Zaburzenia psychiczne
  - Zaburzenia afektywne
  - Zaburzenia lękowe
  - Zaburzenia psychotyczne
    - Schizofrenia
    - Zaburzenia urojeniowe
    - Zaburzenia schizoafektywne

  - Zaburzenia dysocjacyjne
    - Amnezja dysocjacyjna
    - Zespół depersonalizacji-derealizacji
    - Zaburzenie dysocjacyjne tożsamości
2. Choroby neurologiczne, w tym neurodegeneracyjne
  - Stwardnienie rozsiane (SM)
  - Mózgowe porażenie dziecięce
  - Udar mózgu
  - Epilepsja
  - Choroba Alzheimera i demencje
  - Choroba Parkinsona
3. Niepełnosprawność intelektualna (w stopniu lekkim, umiarkowanym, znacznym i głębokim)
  - Zespół Downa
  - Zespół Angelmana
  - Zespół Jacobsen
  - Zespół łamliwego chromosomu X
  - Wrodzony zespół niedoboru jodu
4. Zaburzenia neurorozwojowe(inne języki), w tym całościowe zaburzenia rozwoju
  - Alkoholowy zespół płodowy
  - ADHD
  - Spektrum autyzmu
    - Autyzm dziecięcy (nie występuje w ICD-11)
    - Autyzm atypowy (nie występuje w ICD-11)
    - Zespół Aspergera (nie występuje w ICD-11)

  - Zespół Retta
  - Zespół Hellera
  - Zaburzenie semantyczno-pragmatyczne
  - Zespół unikania patologicznego
5. Niepełnosprawność ruchowa
  - Paraplegia i tetraplegia
  - Amputacje
  - Choroby reumatyczne
6. Choroby układu oddechowego i krążenia
  - Choroby serca
  - Astma
7. Niepełnosprawność narządu wzroku i głuchoślepota
8. Niepełnosprawność słuchu i/lub mowy
9. Choroby układu moczowo-płciowego
10. Schorzenia metaboliczne
  - Cukrzyca
  - Choroba Crohna
11. Otyłość
12. Nowotwory
13. Choroby rzadkie/genetyczne[14]

## Liczebność osób niepełnosprawnych
Według wyników Narodowego Spisu Powszechnego Ludności i Mieszkań z 2011 roku liczba niepełnosprawnych osób w Polsce na koniec marca 2011 r. wynosiła 4,7 mln (dokładnie 4697,0 tys.), co stanowiło 12,2% ludności kraju (średnio co ósmy Polak). W 2002 r. było 5,5 mln osób niepełnosprawnych, co stanowiło 14,3% ludności kraju. Udział mężczyzn wśród osób niepełnosprawnych wynosił wówczas 46,1% i 53,9% dla kobiet.

## Prawo międzynarodowe
Zgromadzenie Ogólne ONZ 13 grudnia 2006 rezolucją nr 61/106 przyjęło Konwencję o prawach osób niepełnosprawnych. Prezydent RP Bronisław Komorowski ratyfikował Konwencję 6 września 2012.
W 2014 roku Światowa Organizacja Zdrowia przyjęła rezolucję WHA67.8 Comprehensive and coordinated efforts for the management of autism spectrum disorders, w sprawie zaspokojenia potrzeb społeczno-ekonomicznych osób z zaburzeniami ze spektrum autystycznego i innymi zaburzeniami rozwojowymi oraz powiązanymi niepełnosprawnościami (ochrona godności, potrzeby finansowe i administracyjne, edukacja i in.)
Rada Europy podjęła dwie rezolucje (o roli nowych technologii we włączaniu osób niepełnosprawnych do życia społecznego i o projektowaniu uniwersalnym), a Komitet Ministrów Rady Europy wydał cztery zalecenia dla państw członkowskich (tematyka: podnoszenie jakości życia osób niepełnosprawnych, projektowanie uniwersalne, udział osób niepełnosprawnych w życiu politycznym i publicznym, godność osób z zaburzeniami psychicznymi).
Międzynarodowa Organizacja Pracy uchwaliła w 1983 Konwencję o rehabilitacji zawodowej niepełnosprawnych oraz Zalecenie Nr 168 na ten sam temat. Konwencja w sprawie dyskryminacji w zatrudnieniu i wykonywaniu zawodu z 1958 w art. 5 przewiduje, że każdy członek Organizacji może, po porozumieniu się z reprezentatywnymi organizacjami pracodawców i pracowników, określić jako niestanowiące dyskryminacji wszelkie inne specjalne środki, zastosowane dla uwzględnienia specyficznych potrzeb osób, względem których specjalna ochrona lub opieka jest powszechnie uznana za potrzebną ze względów takich jak płeć, wiek, inwalidztwo, ciężary rodzinne albo poziom społeczny lub kulturalny.
Konwencja o prawach dziecka w art. 23 mowi o prawach dzieci niepełnosprawnych.
Ze względu na występowanie ableizmu, istnieje ruch praw osób z niepełnosprawnościami, którego celem jest m.in. dostosowanie przestrzeni publicznej do osób z różnymi niepełnosprawnościami oraz inkluzja tych osób do społeczeństwa ludzi pełnosprawnych.

## Prawo polskie
Najważniejsze przepisy prawa dotyczące osób z niepełnosprawnością:
- Konstytucja RP – art. 30, 32, 68, a szczególnie art. 69, który brzmi: Osobom niepełnosprawnym władze publiczne udzielają, zgodnie z ustawą, pomocy w zabezpieczaniu egzystencji, przysposobieniu do pracy oraz komunikacji społecznej.
- Ustawa o rehabilitacji zawodowej i społecznej oraz zatrudnianiu osób niepełnosprawnych[24]
- Ustawa o emeryturach i rentach z Funduszu Ubezpieczeń Społecznych[25]
- Karta Praw Osób Niepełnosprawnych[26].

Według ustawy o pomocy społecznej niepełnosprawność oznacza niezdolność do pracy w rozumieniu przepisów o emeryturach i rentach z Funduszu Ubezpieczeń Społecznych albo zaliczenie do grupy inwalidów lub legitymowanie się stopniem niepełnosprawności w rozumieniu przepisów ustawy o rehabilitacji zawodowej i społecznej oraz zatrudnianiu osób niepełnosprawnych.
Wyróżnia się ponadto:
- inwalidztwo – częściowa niezdolność do wykonywania pracy zawodowej, spowodowana długotrwałym lub trwałym naruszeniem sprawności organizmu. O inwalidztwie mówi się, gdy choroba trwa powyżej sześciu miesięcy.
- kalectwo – niedorozwój, brak lub nieodwracalne uszkodzenie narządu lub części ciała (trwałe uszkodzenie organizmu). Może, ale nie musi spowodować zmniejszenia lub utraty zdolności do pracy zawodowej.

### Orzeczenie o stopniu niepełnosprawności
Osoby niepełnosprawne mogą uzyskać oficjalne, administracyjne uznanie ich niepełnosprawności, występując o wydanie orzeczenia o stopniu niepełnosprawności. Dokument taki wydają w Polsce Powiatowe Zespoły ds. Orzekania o Niepełnosprawności. Uzyskany dokument zawiera podstawowe informacje o przyczynie niepełnosprawności posiadacza, o stopniu niepełnosprawności (znaczny, umiarkowany lub lekki), o wskazaniach dotyczących rehabilitacji, leczenia i wyposażenia w sprzęt ortopedyczny, a także wskazania dotyczące szczególnych uprawnień, jak na przykład prawa do korzystania z ułatwień dla osób niepełnosprawnych zawartych w Prawie o ruchu drogowym.
Orzeczenie o stopniu niepełnosprawności jest niezbędne, gdy osoba niepełnosprawna chce korzystać ze szczególnych uprawnień jako pracownik. W szczególności jest podstawą do przyznania różnych dofinansowań do kosztów zatrudnienia pracowników niepełnosprawnych.
Orzeczenie o stopniu niepełnosprawności wydawane przez Powiatowy Zespół ds. Orzekania o Niepełnosprawności jest dokumentem, którym osoba niepełnosprawna posługuje się, gdy chce korzystać z przywilejów i uprawnień, które jej przysługują z wyjątkiem świadczeń rentowych.

#### Niepełnosprawność a niezdolność do pracy
Pojęcie niepełnosprawności często jest mylone z pojęciem niezdolności do pracy. O niezdolności do pracy (a nie niepełnosprawności) orzekają lekarze orzecznicy instytucji zabezpieczenia społecznego (ZUS i KRUS). Posiadanie orzeczenia o niezdolności do pracy jest jednym z warunków do uzyskania świadczeń rentowych z ZUS lub KRUS (np. renty z tytułu niezdolności do pracy).
Choć często bywa, że osoba posiadająca orzeczenie o niezdolności do pracy posiada również orzeczenie o niepełnosprawności, to nadal warunkiem do uzyskania renty jest posiadanie tego pierwszego. Orzeczenie o niepełnosprawności nie jest wymagane przez organy rentowe. Posiadanie jedynie orzeczenia o niepełnosprawności nie jest wystarczające do uzyskania renty z tytułu niezdolności do pracy.
Organy rentowe orzekają o niezdolności do pracy częściowej lub całkowitej. Orzeczenie o całkowitej niezdolności do pracy może być połączone z orzeczeniem o niezdolności do samodzielnej egzystencji. Treść orzeczenia wpływa na wysokość kwoty świadczenia. Może też upoważniać do dodatków do świadczenia (np. dodatek pielęgnacyjny).
Wbrew obiegowej opinii posiadanie orzeczenia o niezdolności do pracy (całkowitej lub częściowej) nie oznacza zakazu pracy.

### Praca osób niepełnosprawnych
Osoby niepełnosprawne niejednokrotnie mogą pracować zawodowo, jednak w niektórych przypadkach niezbędne jest odpowiednie dostosowanie stanowiska pracy. Wbrew pojawiającym się czasami opiniom przyznanie osobie niepełnosprawnej tzw. „Pierwszej Grupy Inwalidzkiej”, co przekłada się faktycznie na określenie „znacznego stopnia niepełnosprawności” nie oznacza zakazu pracy. O tym, czy osoba niepełnosprawna może, czy nie może pracować na danym, konkretnym stanowisku, decyduje za każdym razem lekarz medycyny pracy. Również lekarz medycyny pracy decyduje o ewentualnym wymiarze czasu pracy osoby niepełnosprawnej i czynnościach, których nie może wykonywać.

#### Szczególne uprawnienia pracowników niepełnosprawnych
- Dobowy czas pracy pracowników, którzy mają przyznany znaczny lub umiarkowany stopień niepełnosprawności wynosi 7 godzin, a tygodniowy czas pracy wynosi 35 godzin. Lekarz medycyny pracy lub lekarz sprawujący opiekę nad osobą niepełnosprawną może, na wniosek osoby niepełnosprawnej, wydać zgodę na niestosowanie tych przepisów przez pracodawcę.
- Pracownik niepełnosprawny ma prawo do dodatkowej przerwy w pracy w wymiarze 15 minut, które dodaje się do ustawowej piętnastominutowej przerwy w pracy przysługującej wszystkim pracownikom pracującym ponad 6 godzin dziennie.
- Pracownikowi zaliczonemu do znacznego lub umiarkowanego stopnia niepełnosprawności przysługuje dodatkowy urlop wypoczynkowy w wymiarze 10 dni roboczych w roku kalendarzowym.
- Pracownik o znacznym lub umiarkowanym stopniu niepełnosprawności ma prawo do zwolnienia od pracy z zachowaniem prawa do wynagrodzenia w przypadku korzystania z turnusu rehabilitacyjnego (do 21 dni) oraz w razie konieczności przeprowadzenia badań specjalistycznych, zabiegów leczniczych lub usprawniających, a także w celu uzyskania zaopatrzenia ortopedycznego lub jego naprawy.

#### Dofinansowanie do wynagrodzeń pracowników niepełnosprawnych
Państwowy Fundusz Rehabilitacji Osób Niepełnosprawnych (PFRON) poprzez System Obsługi Dofinansowań i Refundacji (SODiR) wypłaca pracodawcom osób niepełnosprawnych comiesięczne dofinansowania do wynagrodzeń pracowników posiadających aktualne orzeczenie o stopniu niepełnosprawności lub dokument równoważny. Pracodawca składa odpowiednie formularze papierowo lub elektronicznie poprzez aplikację SODiR. Zakłady pracy chronionej (ZPChr) oraz pracodawcy z otwartego rynku pracy otrzymują od kwietnia 2014 roku dofinansowanie w takiej samej wysokości. Przed 1 kwietnia 2014 stawki dofinansowań do pensji pracowników z orzeczeniami były wyższe dla ZPChr.
Kwoty miesięcznych dofinansowań do wynagrodzeń pracowników niepełnosprawnych obowiązujące od kwietnia 2014 wynoszą od 450 zł do 2400 zł (miesięcznie na pracownika).

### Edukacja osób niepełnosprawnych
Według raportu z 2016 roku przygotowanego przez brukselskie International Disability and Development Consortium (IDDC) co najmniej połowa z 65 milionów dzieci niepełnosprawnych na świecie w wieku szkolnym nie uczęszcza do szkół i placówek oświatowych z powodu braku funduszy na finansowanie ich specjalnych potrzeb edukacyjnych.
Dzieci z niepełnosprawnością do 18. roku życia podlegają w Polsce obowiązkowi szkolnemu na równi z rówieśnikami. Niektóre dzieci, z racji wskazań zdrowotnych, mogą być nauczane w szczególnych warunkach. O przyznaniu prawa do specjalnego trybu nauczania decydują zespoły orzekające Poradni Psychologiczno-Pedagogicznych, jednak zawsze ostateczna decyzja o wyborze metody i sposobu nauczania leży w gestii rodziców lub opiekunów prawnych dziecka z niepełnosprawnością.
Zespoły orzekające Poradni Psychologiczno-Pedagogicznych mogą umożliwić dziecku z niepełnosprawnością naukę w: przedszkolu do ukończenia 10. roku życia, szkole podstawowej do 18. roku życia, a w ponadpodstawowej do 24. roku życia.
Kształcenie studentów z niepełnosprawnościami wspomagają na niektórych uczelniach wyższych biura ds. studentów niepełnosprawnych. Działa również w Polsce kilka organizacji studenckich skupiających studentów z niepełnosprawnością. Koszty takiego kształcenia (czesne, podręczniki, inne pomoce) dotuje państwo z funduszy podatników w ramach programu Aktywny Samorząd.

## Organizacje osób niepełnosprawnych
Na całym świecie działają lokalne, krajowe i kontynentalne organizacje reprezentujące sprawy osób niepełnosprawnych. Do organizacji działających globalnie należą: International Disability Alliance (IDA) oraz International Disability and Development Consortium (IDDC). Organizacje z Europy zrzesza European Disability Forum (EDF). Ostatnim regionem bez własnego forum organizacji działających na rzecz niepełnosprawnych była Afryka. W listopadzie 2015 odbyło się pierwsze zgromadzenie ogólne African Disability Forum (ADF) w stolicy Kenii, Nairobi, na które przybyli delegaci organizacji niepełnosprawnych z 30 afrykańskich państw.

## Media adresowane do osób niepełnosprawnych
Od 1994 wydawane jest w Polsce przez warszawskie Stowarzyszenie Przyjaciół Integracji Piotra Pawłowskiego czasopismo „Integracja”. Internetową częścią tego wydawnictwa jest portal niepelnosprawni.pl.

## Badania naukowe

### Badania polskie
W ramach projektu pt. „Psychospołeczne uwarunkowania aktywności zawodowej osób niepełnosprawnych” powstały pod kierunkiem psycholog prof. Anny Izabeli Brzezińskiej trzy serie publikacji (łącznie 16 książek) prezentujące rezultaty i wyniki badań zespołu naukowców Szkoły Wyższej Psychologii Społecznej finansowanych z funduszy PFRON.
Z funduszy PFRON wydawany jest od 2011 roku kwartalnik naukowy Niepełnosprawność. Akademia Pedagogiki Specjalnej w Warszawie wydaje czasopismo naukowe „Człowiek – Niepełnosprawność – Społeczeństwo”. Ponadto działa też warszawskie Centrum Badań nad Niepełnosprawnością.

### Badania zagraniczne
Badania naukowe dotyczące zagadnienia niepełnosprawności prowadzone są w uznanych dyscyplinach naukowych oraz interdyscyplinarne. Badane są m.in. wątki dotyczące niepełnosprawności w kulturze (literatura, film, muzyka, malarstwo, media i pokrewne) oraz regulacje prawne i polityka państw i organizacji wobec osób niepełnosprawnych (modele wsparcia).

#### Europa
Istnieje brytyjska otwarta, mailowa lista dyskusyjna badaczy niepełnosprawności prowadzona przez Centrum Badań nad Niepełnosprawnością Uniwersytetu w Leeds. Austriacki uniwersytet w Innsbrucku prowadzi w ramach Instytutu Pedagogiki projekt bidok, na który składa się m.in. e-biblioteka, lista dyskusyjna oraz platforma e-learningu. Irlandzkie Centrum Polityki i Prawa Niepełnosprawnych Narodowego Uniwersytetu Irlandii (Galway) we współpracy z belgijskim Centrum Praw Człowieka Uniwersytetu w Maastricht wydają prawniczy rocznik naukowy European Yearbook of Disability Law.
Niektórzy badacze z krajów skandynawskich są zrzeszeni w założonej w 1997 Nordic Network on Disability Research (NNDR), która wydaje czasopismo naukowe „Scandinavian Journal of Disability Research”.

#### Afryka
Jesienią 2013 roku ukazał się pierwszy numer rocznika naukowego African Disability Rights Yearbook, wydanego przez centrum praw człowieka wydziału prawa uniwersytetu w Pretorii (RPA). Rocznik zawiera analizy prawne i politologiczne dotyczące edukacji, praw i ekonomii w zakresie osób z ograniczeniami sprawności wybranych państw i regionów Afryki.

#### Azja
W Indonezji od 2014 ukazuje się czasopismo naukowe „Indonesian Journal of Disability Studies” wydawane przez Pusat Studi dan Layanan Disabilitas (PSLD) na Uniwersytecie Brawijaya w Malang.